# Географија Малте
Малта је малена острвска држава у централном делу Средоземног мора удаљена 90 км од јужних обала Сицилије (од које је одваја Малтешки пролаз) и 325 км источно од обала Туниса.
Малта представља архипелаг кречњачке основе који чине три већа (уједно и једина насељена острва) и неколико мањих острва. Највећа острва су Малта (246 км²), Гоцо (67 км²) и Комино (2,6 км²), а од ненасељених острва величином се издвајају Коминото (0,25 км²), Филфла (0,06 км²) и Острво Светог Павла (0,1 км²). Укупна површина архипелага је 316 км² и сва острва припадају републици Малти. Територијалне воде Малте протежу са 12 нми или 22,8 км ка отвореном мору док је специјална рибарска зона до 25 нми од обале.
Острва Малте имају крашки рељеф који је условљен њиховом кречњачком структуром, а последица тога је и крашка хидрографија. Површинских водених токова и језера нема, док се стални извори налазе углавном у глиненим седиментима. Крашки рељеф је највише до изражаја дошао на највећем острву на ком се налази и крашка површ висине до 253 метра (кота Та'Дмејрек је уједно и највиша тачка земље). Рељеф је углавном низијски (крашка поља). Архипелаг се одликује и стрмом и доста разуђеном обалом и дубоким приобалним морем и постојањем бројних природних лука. Укупна дужина обалске линије је свега 140 км.
Клима је суптропска са Медитеранским обележјима (Csa по Кепеновој класификацији климата) са благим зимама и топлим до врелим летима. Јануарски просек температура је 11 °C а јулски око 25 °C. Просечна годишња сума падавина је око 520 мм и излучују се углавном у зимском делу године. Просечан годишњи број сунчаних сати је 3.000 (око 5 сати у децембру и готово 12 сати у јулу). Просечне температуре морске воде око обала Малте су 20 °C што ову државу чини најтоплијом у Европи.
Велики проблем Малте је недостатак питке воде, па се готово 60% потребних залиха питке воде добива десалинизацијом морске воде. Остатак потребе количине добија се из подземних бунара (просечне дубине 97 м) и од кишнице.
Обрадиво је свега 39% површина.
Главни и највећи град у земљи је Валета.